# Chiesa di Santa Barbara (Benetutti)
La chiesa di Santa Barbara è una chiesa campestre situata in territorio di Benetutti, centro abitato della Sardegna centrale. Consacrata al culto cattolico, fa parte della parrocchia di Sant'Elena, diocesi di Ozieri. È l'unica chiesa del comune a possedere un altare preconciliare.